# Hepneriana hepneri
Hepneriana hepneri är en insektsart som först beskrevs av Irena Dworakowska 1984.  Hepneriana hepneri ingår i släktet Hepneriana och familjen dvärgstritar.
Artens utbredningsområde är Singapore. Inga underarter finns listade i Catalogue of Life.